# Ronchin
Ronchin is een gemeente in het Franse departement Noorderdepartement (Frans: département du Nord) (regio Hauts-de-France). De gemeente telde op 1 januari 2022 19.436 inwoners en maakt deel uit van het arrondissement Rijsel. Ronchin ligt net ten zuiden van Rijsel, waarmee het vergroeid is.

## Geografie
De oppervlakte van Ronchin bedroeg op 1 januari 2022 5,42 vierkante kilometer; de bevolkingsdichtheid was toen 3.586 inwoners per km².

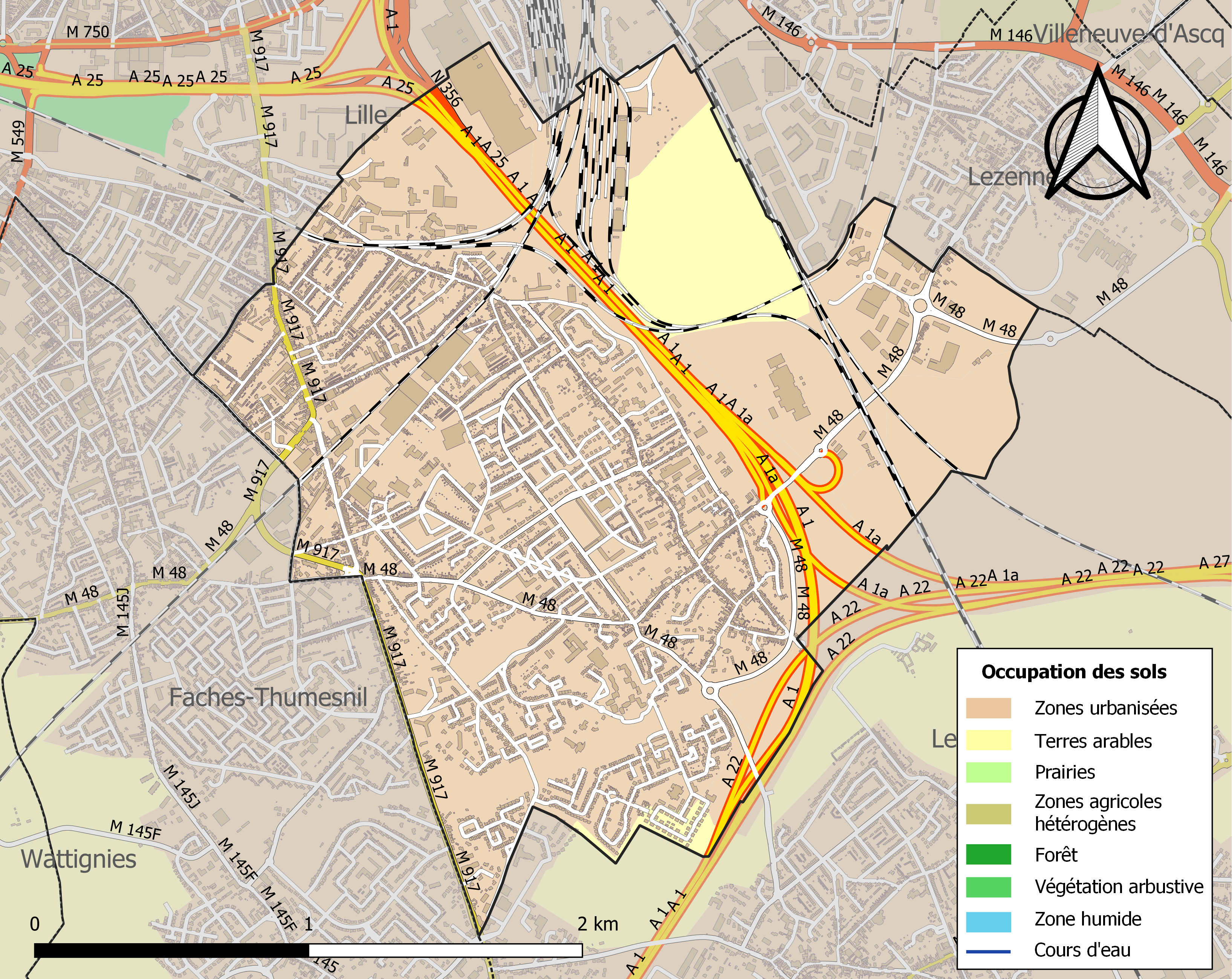
Kaart van de gemeente met belangrijkste infrastructuur, bodemgebruik en omliggende gemeenten

## Bezienswaardigheden
- De Église Notre-Dame de Lourdes
- De moderne Église du Christ-Ressuscité
- De Église Sainte-Rictrude, geklasseerd als monument historique.
- Op de gemeentelijke begraafplaats van Ronchin bevinden zich 4 Britse oorlogsgraven uit de Eerste Wereldoorlog.

## Demografie
Onderstaande figuur toont het verloop van het inwonertal (bron: INSEE-tellingen).

## Cultuur

### Streekproducten
- Secret des Moines, een blond tripel-bier van de Brasserie Grain d'Orge.

## Verkeer en vervoer
In de gemeente ligt spoorwegstation Ronchin.
Net ten noorden van Ronchin komen de autosnelwegen A1/E17 en de A25/E42 samen. Op de oostgrens van de gemeente sluit ook de snelweg A27/E42 aan op de A1.

## Geboren in Ronchin
- Bruno Coquatrix (1910-1979), liedjesschrijver, directeur en eigenaar van l'Olympia (music-hallzaal)